# データカードダス ダンボール戦機
『データカードダス ダンボール戦機』（データカードダス ダンボールせんき）は、PSP用ゲームおよびテレビアニメ『ダンボール戦機』シリーズを題材としているバンダイ販売の日本のトレーディングカードアーケードゲーム。2011年11月24日より稼動開始。2012年12月20日より稼働開始された第7弾をもって終了した。

## 概要
データカードダス汎用のオフィシャルICカードを使用したアーケードゲーム機。レベルファイブとの共同開発しており、ゲーム開発のキャラクターデータの提供もされている。ICカードを併用することによりPSPゲーム同様に自由なカスタマイズできるのが特徴で、3対3のロボットバトルを楽しむことが出来る。

## 遊び方
「ひとりでバトル」「ふたりでバトル」を選択。まずミッションセレクトで「エリア」を選択し対戦相手を選択、パートナーセレクトで一緒に戦う2人を選び、3枚のLBXカードをスキャンし3人1チームで対戦する。
バトルはコマンドセレクトで「こうげき」（通常攻撃）、「れんけい」（連携攻撃）、「必殺ファンクション」を選択。通常攻撃はLBXによって攻撃方法が変わり武器タイプと距離によりダメージが変わり、連携攻撃は味方LBXと連携、チャンスゲージが100％になると必殺ファンクションが発動できる。
防御の場合は「ガード」か「よける」（回避）のぼうぎょコマンドを選択。ガードはダメージを減少、回避は右か左によけ成功すればノーダメージとなる。
双方の距離タイプが同じ時には「みきりカウンター」が発生し、ボタン連打に勝利することで「カウンターこうげき」が出来る。

## ICカード
自分専用アバターを製作、および専用LBXをカスタマイズして記録できる。アバターとLBXの経験値を記録できるほか、ボディ、ヘッド、アーム、レッグの各パーツも成長する。

### アバター
自分専用のアバターを製作。アバターによって得意武器が異なり、LBXとの組み合わせによってはボーナスが発生する。
バトル終了後の経験値でアバター、LBX、およびフレーム毎の各パーツ（ボディ・ヘッド・アーム・レッグ）がレベルアップする。

### LBXカスタマイズ
ICカードをセットし「LBXをカスタマイズ」で自分専用のLBXをカスタマイズすることが出来る。
パーツは4種類でカード裏面に書かれた、ベースとなる「ボディ」に、「ヘッド」、「アーム」、「レッグ」をスキャンしていく。
更にカスタマイズしたばかりのLBXは武器を持っていないので、カード裏面の「カスタム武器」を選びスキャンする。装備なしの場合は腕が武器となる。

## 主な登場LBX
表面はLBXのデータ、裏面はパーツが記載されカスタマイズ時に使用する。
- 第1弾

アキレス、オーディーン、ウォーリアー（カズ専用カラー）、ハンター、クノイチ（アミ専用カラー）、パンドラ、グラディエーター（北島店長専用カラー）、ブルド（リュウ専用カラー）、マッドドッグ（ギンジ専用カラー）、ナズ－（テツオ専用カラー）、クイーン（リコ専用カラー）、ハカイオー、アマゾネス（ミカ専用カラー）、インビット、プロトゼノン、クイーン、クノイチ、デクー、デクーカスタム（監視型）、ナズー、マッドドッグ
- 第2弾

イプシロン、フェンリル、パンドラ（アミ専用カラー）、ハカイオー絶斗、ジョーカー（仙道専用カラー）、ナイトメア、ジ・エンペラー、エンペラーM2、月光丸、グラディエーター、ジョーカー、デクーエース、デクー改、ブルド改
- 第3弾

ペルセウス、Gレックス、ビビンバードX、ジャッジ、イフリート、フェアリー、ゲンプ、スザク、セイリュウ、ビャッコ、マスカレードJ、ルシファー、
- 第4弾

エルシオン、クノイチ（沙希専用カラー）、マッドドッグ（ギンジ専用カラー）、ゼノン、ビビンバードX-II、ビビンバードX-III、ビビンバードX-IV、ビビンバードX-V、レッドリボン、ブルーリボン、グリーンリボン、アポロカイザー、ウォーリアー、アキレス・ディード、鬼クノイチ、ダークパンドラ、シン・エジプト、デクーOZ
- 第5弾

ビビンバードゴールド、、ビビンバードシルバー、シャドールシファー、ハンター牙、、ジョーカー・キリトカスタム、ハカイオー・キリトカスタム
- 第6弾

イカロス・ゼロ、ペルセウス、イカロス・フォース
- 第7弾

オーレギオン

## リリース
- 2011年10月15日 コロコロコミック2011年11月号にカード付録。
- 2011年10月21日 コロコロイチバン!2011年12月号にカード付録。
- 2011年11月15日 コロコロコミック2011年12月号にカード付録。
- 2011年11月21日 コロコロイチバン!2012年1月号にカード付録。
- 2011年11月24日 第1弾稼動。
- 2011年11月26日 トライアルICカードとアキレスのプロモーションカードを店頭プレゼント。
- 2012年1月19日 第2弾稼動。エクストリームモードキャンペーン実施。
- 2012年3月15日 第3弾稼動。Wヒーローキャンペーン実施。
- 2012年5月24日 第4弾稼動。
- 2012年7月26日 第5弾稼動。
- 2012年10月4日 第6弾稼動。
- 2012年12月20日 第7弾稼動。第7弾の稼働をもって終了することが発表された。